# 누루오스마니예 모스크

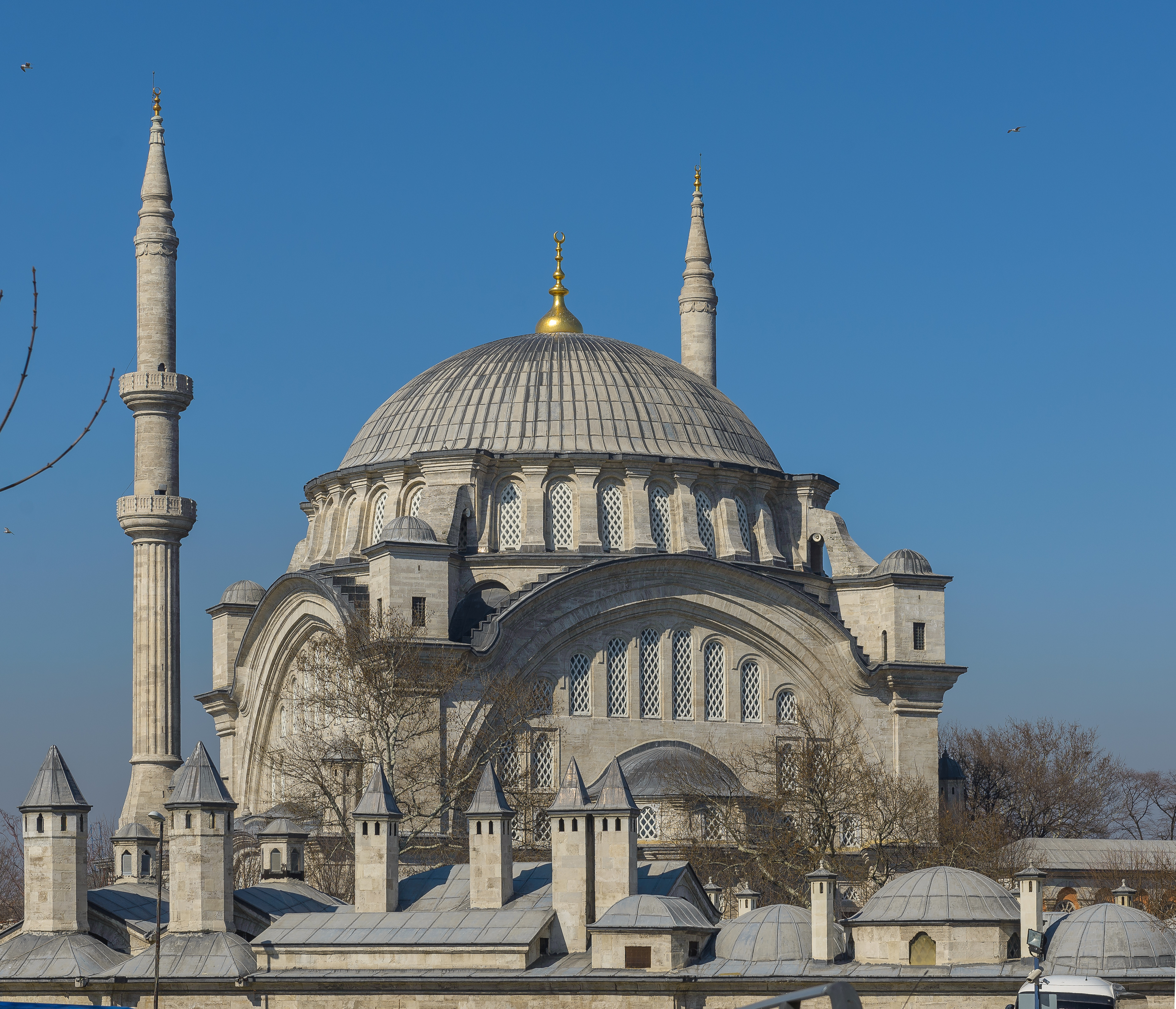
누루오스마니예 모스크

누루오스마니예 모스크(튀르키예어: Nuruosmaniye Camii 누루오스마니예 자미[*])는 터키 이스탄불 젬베를리타슈에 위치한 모스크이다.

## 갤러리

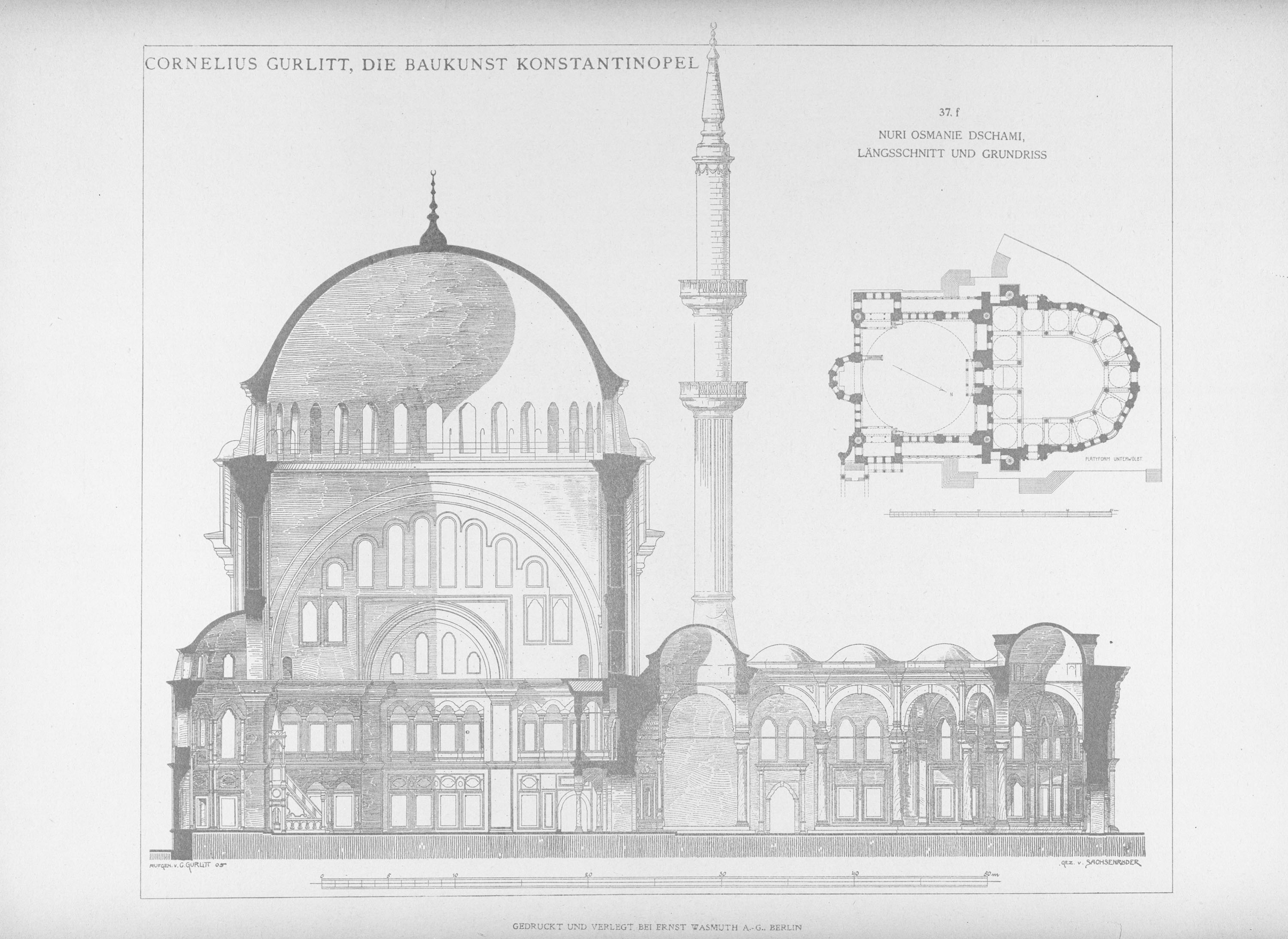
1912년 코르넬리우스 거를리트의 설계도
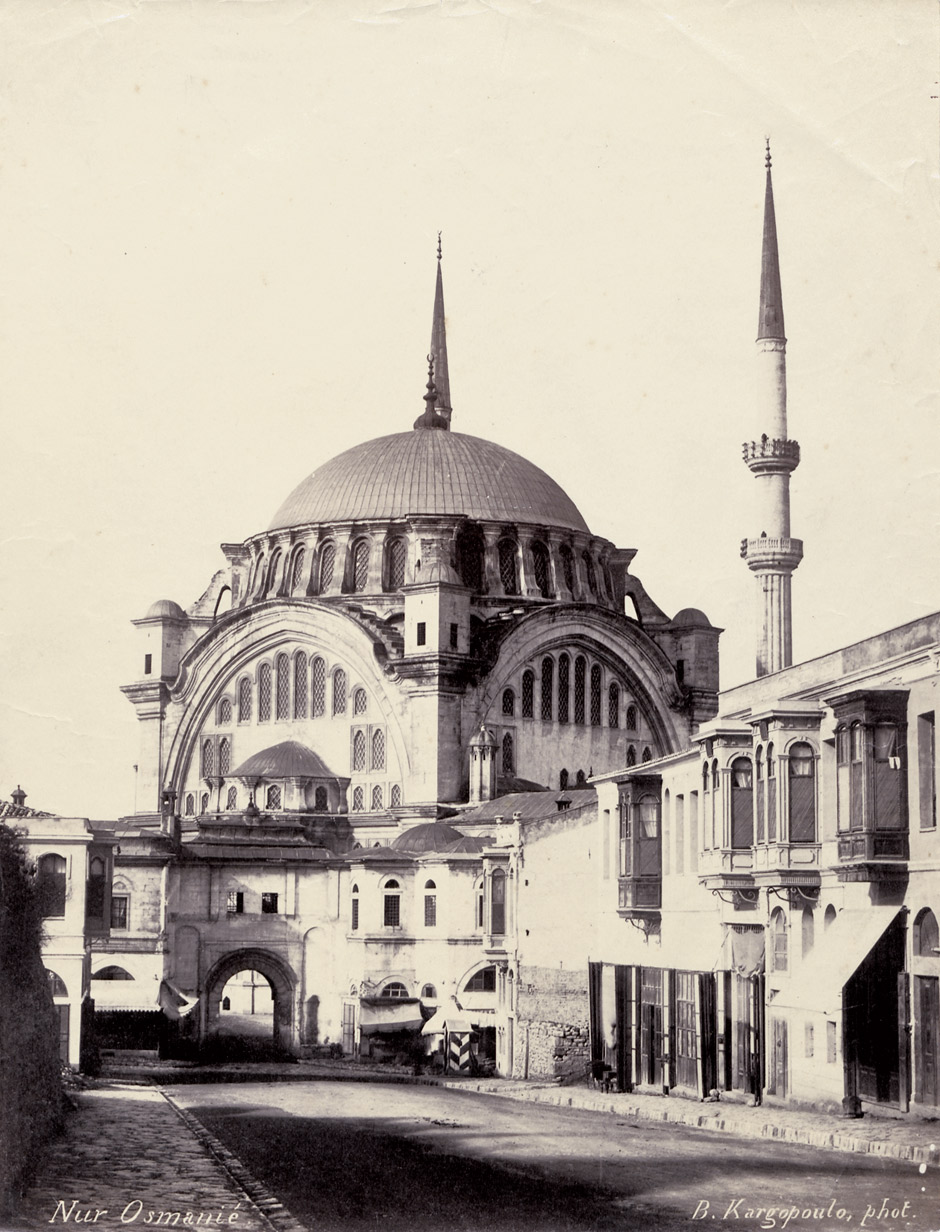
1870년대의 사진
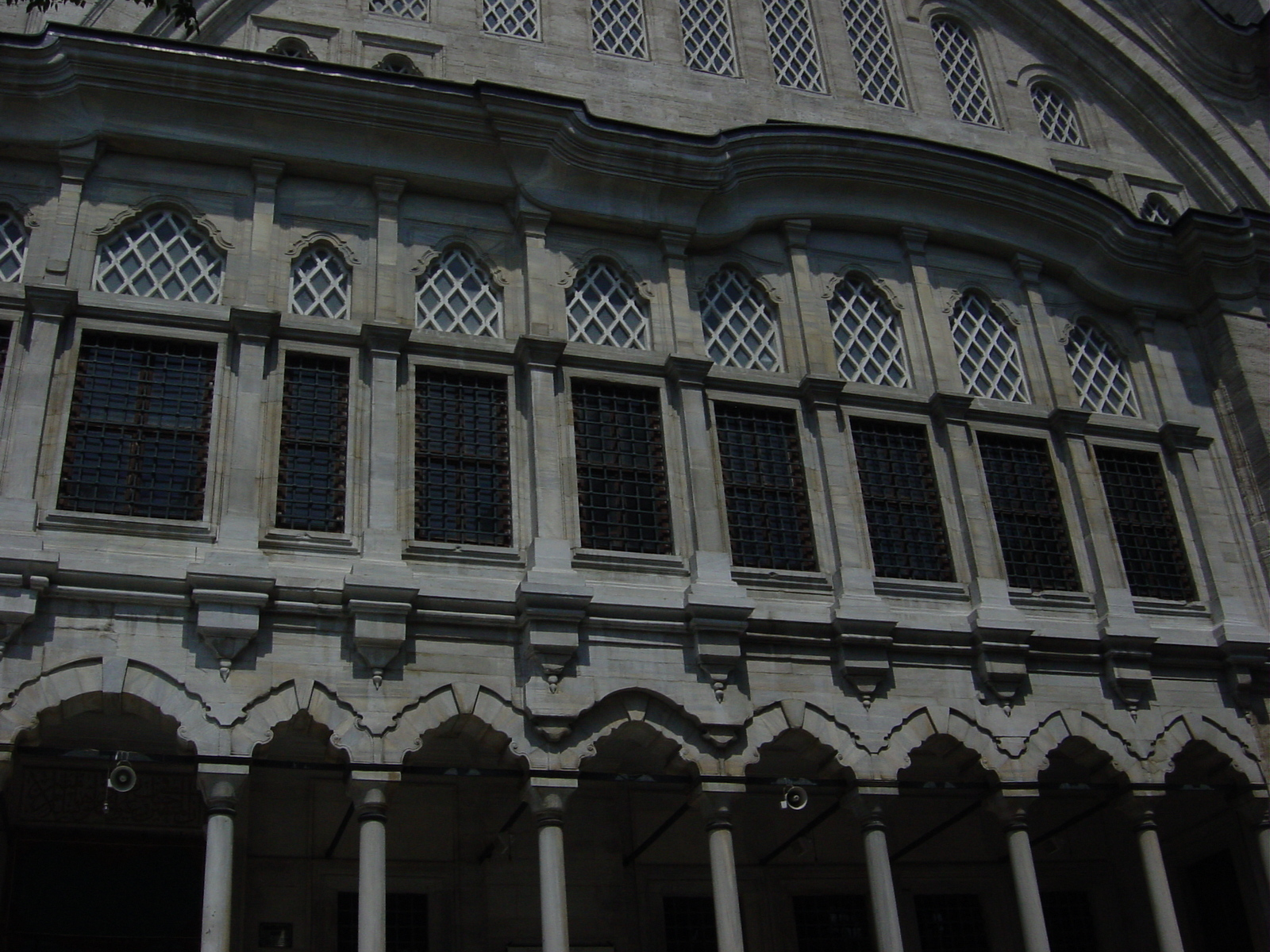
사진
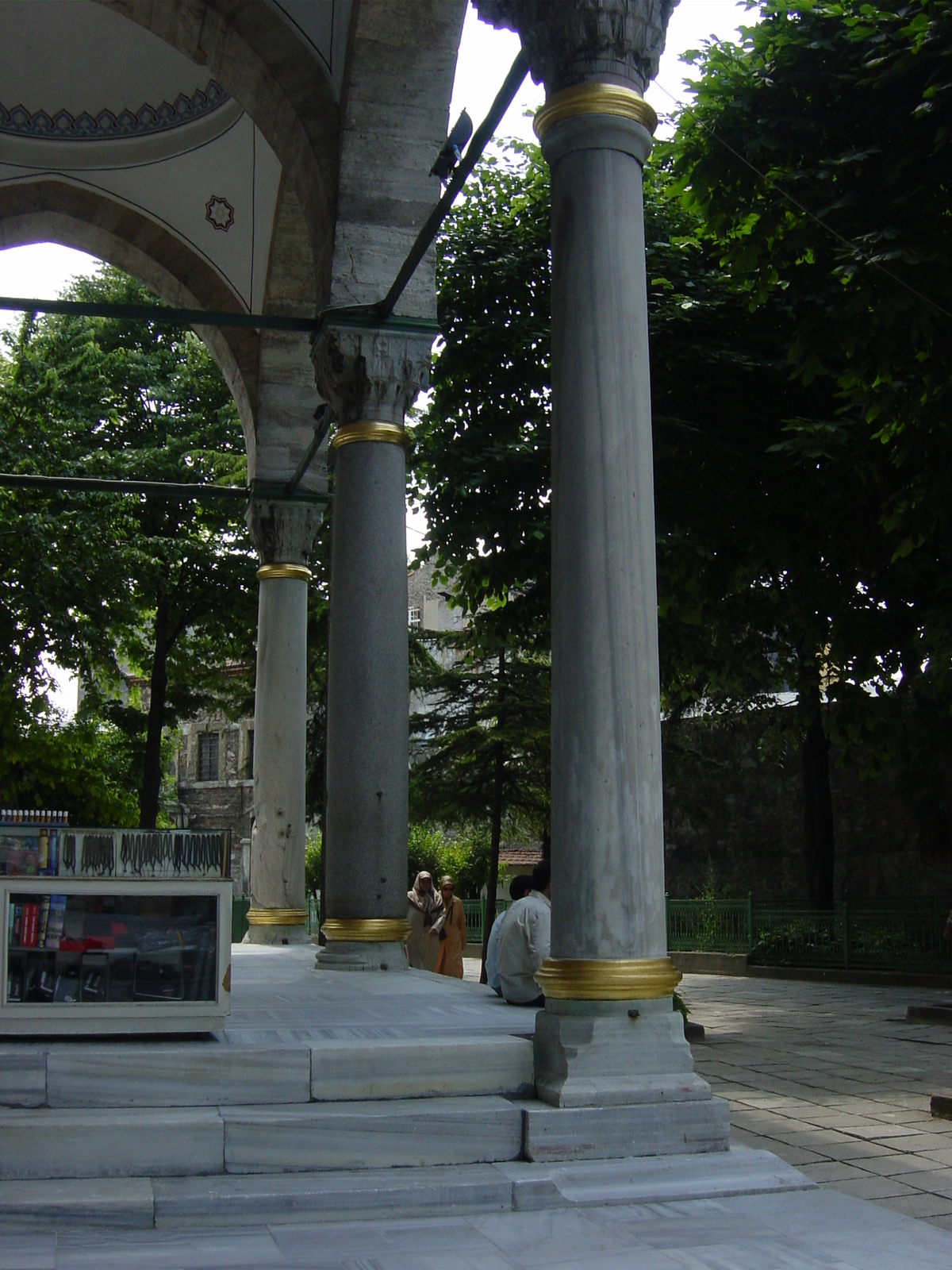
포르티코
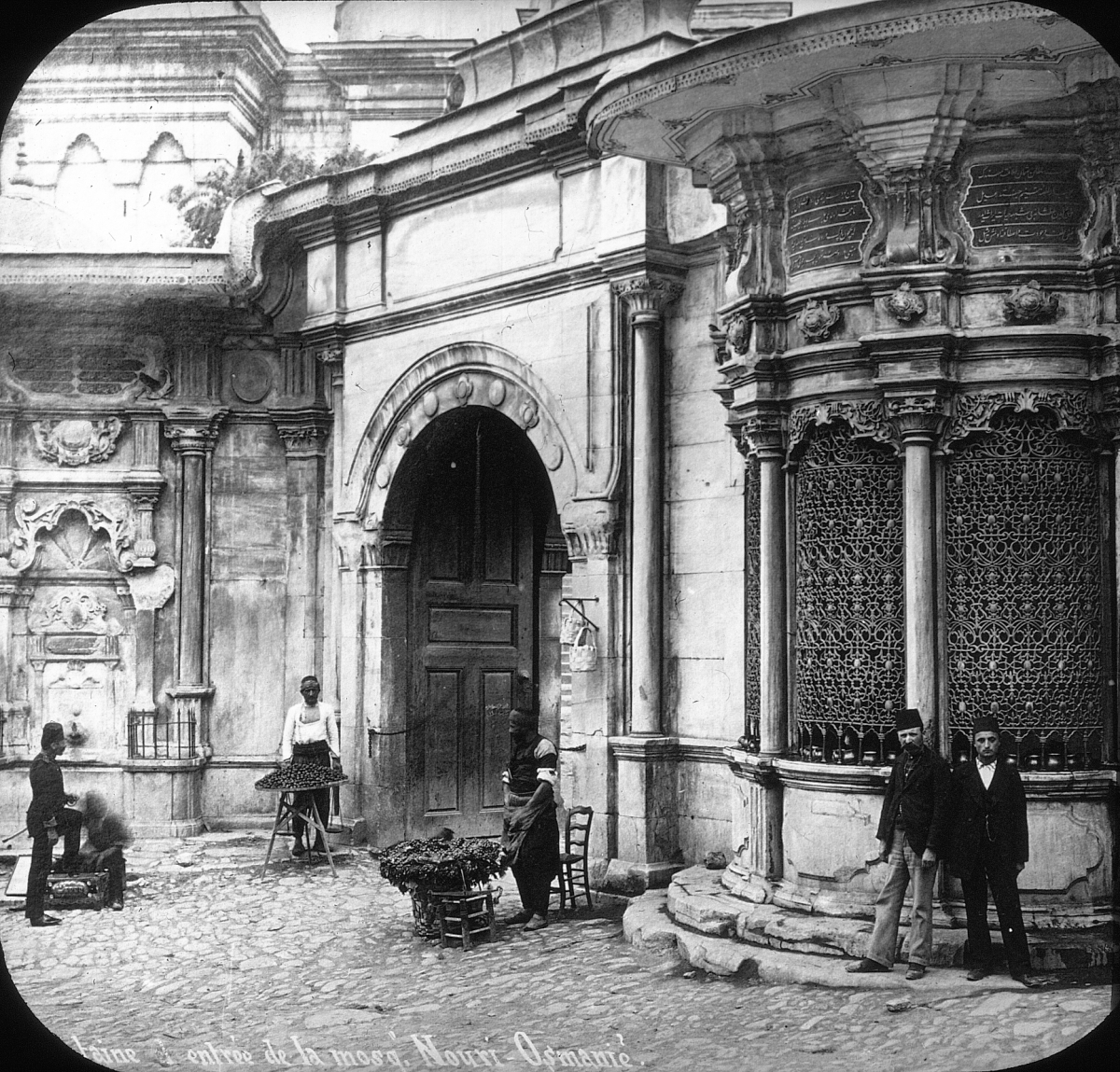